# Лагашкін Максим Вадимович
Максим Вадимович Лагашкін (нар. 12 жовтня 1976, Новокуйбишевськ, Куйбишевська область, РРФСР, СРСР) — російський актор театру і кіно, продюсер.

## Біографія
Максим Лагашкін народився 12 жовтня 1976 р. в м. Новокуйбишевську Самарської області.
Закінчив Російську академію театрального мистецтва (майстерня А. А. А. Гончарова). Працював у Театрі ім. В. Маяковського.
Перша роль у кіно була у фільмі Карена Шахназарова «День повні».
У 2000 році спільно з партнером з багатьох фільмів актором Олександром Робаком створив кінокомпанію «Сінемафор», продюсує фільми та телесеріали, в яких бере участь і як актор.
Дружина — актриса Катерина Стулова. У пари двоє синів: Сава (1999) та Лука (2013).

## Призи та нагороди
- За роль у фільмі «Живий» був удостоєний кінопремії "Білий слон"  у номінації „Найкраща чоловіча роль другого плану“[3].
- 15 березня 2020 року за роль дільничного в телесеріалі „Жуки“ став володарем нагороди у категорії „Найкраща чоловіча роль другого плану“ на III Фестивалі багатосерійних художніх фільмів „Ранок Батьківщини“[4].

## Вистави
- „Чума на обидва ваші дома“
- „Як вам це сподобається“
- „Розенкранц і Гільденстерн мертві“
- „Ящірка“
- „Іван Царевич“
- „Пригода Буратіно“

## Фільмографія
1. 1998 — День повні — хлопець у дворі
2. 1999 — Китайський сервіз — офіціант
3. 2001 — Громадянин начальник (серія № 2) — Олег Олексійович Жехов, бандит
4. 2001 — Люди і тіні. Секрети лялькового театру — „Тайсон“
5. 2001 — Спільнота — епізод
6. 2001 — Марш Турецького 2 (фільм № 6 „Змова генералів“) — Артюша, молодший слідчий
7. 2001 — Сімейні таємниці — епізод
8. 2002 — Квітень — епізод
9. 2002 — Щоденник убивці —  Башкін, помічник Петра Геннадійовича
10. 2002 — Закон — Сергій Носов („Насос“)
11. 2002 — Каменська 2 — Серьожа, сержант міліції
12. 2002 — Порода — Єгор
13. 2003 — Марш Турецького. Нове призначення — Артюша
14. 2003 — Медовий місяць — епізод
15. 2004 — Навіть не думай 2. Тінь незалежності — Гонзо, італієць
16. 2004 — Російське — Магеллан», пацієнт із «тихої» палати
17. 2004 — Дальнобійники 2 (серія № 8 «Дураків дорога вчить») — Тимірязєв
18. 2005 — Єсенін — Олексій Єлисійович Кручених, російський поет-футурист, художник, видавець, колекціонер
19. 2005 — Якими ми не будемо — # 2005 — Від 180 і вище — Ярик
20. 2005 — Хіромант — Ігор Керцель, чоловік Каті, американський партнер Віктора
21. 2006 — Живий — Геннадій Григорович Нікіч, примара
22. 2006 — Ненаситні — Леон Брюсович
23. 2007 — Громови. Будинок надії — Леха
24. 2007 — Диверсант. Кінець війни — «шістка» «Пахана»
25. 2007 — Зухвалі дні — міліціонер
26. 2007 — Кімната втрачених іграшок — Геннадій Красов, старший лейтенант, оперуповноважений
27. 2007 — Відрив — Бортач
28. 2008 — Річка-море — Веніамін Шнеєрсон, власник судна
29. 2008 — Північний вітер — Михайло
30. 2009 — Синдром Фенікса — Віталій Харченко, лейтенант, дільничний уповноважений міліції
31. 2009 — Гербарій Маші Колосової — продюсер
32. 2010 — Сніг на голову — Олександр
33. 2010 — Котовський — Віктор Вайнер («Шлунок»)
34. 2010 — Другі — Корзубий
35. 2010 — Я не я — Сергій Миколайович Недєлін
36. 2011 — Захист свідків — Тарас Шевченко, оперуповноважений відділу
37. 2011 — Розплата — Геннадій Іванович Слідак, слідчий
38. 2011 — Острів непотрібних людей — Геннадій Борисович Биков, заступник Андрія Каморіна, прийомний син Альберта
39. 2012 — Однолюби — Сергій Григорович Єсін, друг і заступник директора гастронома Петра Яхонтова
40. 2012 — Золото «Глорії» — Білл
41. 2012 — Поки ніч не розлучить — відвідувач ресторану
42. 2012 — Джентльмени, удачі! — адміністратор торгового центру
43. 2013 — Географ глобус пропив — Колесников, співробітник ДАІ, чоловік Гілки
44. 2014 — Лігавий 2 — Мельник", кримінальний авторитет у Криму
45. 2014 — Вовче сонце — Алоізій, святий отець
46. 2015 — Клінч — Барабан'
47. 2015 — Батьківщина — Льоня, наркоман
48. 2015 — Життя тільки починається — Антон
49. 2015 — Сільський роман — Микола Кратюк, дільничний
50. 2015 — Про кохання — поліцейський
51. 2015 — Стурбовані, або Любов зла — Петрович, мисливець, глюк Олени Кремльової
52. 2017 — Аритмія — Віталій Сергійович Головко, новий начальник підстанції служби швидкої медичної допомоги
53. 2017 — Готель «Елеон» (серії № 62, 63) — Сергій Іванович Громов, начальник служби безпеки
54. 2017 — Мама Лора — Михайло Ковальчук («Михей»), чоловік Людмили
55. 2017 — Клерк — Ільїн
56. 2017 — Втікач — Витя
57. 2018 — Домашній арешт — Торочков, колишній однополчанин Івана Самсонова
58. 2018 — Операція «Мухаббат» — Каришев, майор, слідчий військової прокуратури
59. 2018 — Велика гра — Леонтій Віталійович Цвєтков, керівник Всеросійського футбольного союзу, віце-прем'єр у справах молоді та спорту
60. 2018 — Ростов — Семен Михайлович Будьонний, маршал Радянського Союзу
61. 2018 — Телефонуйте ДіКапріо! — Комаров, капітан, співробітник ДАІ
62. 2019 — У Кейптаунському порту — телеведучий
63. 2019 — Коханки — режисер
64. 2019 — Біхеппі — Олег Ігорович Гапочкін, мер
65. 2019 — Дітки — Вадим, батько Нікі
66. 2019 — Жуки — Сергій Маслов, лейтенант, дільничний уповноважений поліції у селі Жуки, чоловік Галі
67. 2019 — Шторм — Юрій Борисович Осокін, слідчий убивчого відділу Слідчого комітету, друг Сергія Градова
68. 2019 — Старший слідчий / Я все тобі доведу (Україна) — Михаїл Костянтинович Кагарлицький, підполковник, начальник відділу поліції
69. 2019 — Давай розлучимося! — Санек, бізнесмен, геофізик, друг Миші Єлісєєва
70. 2020 — (Не)ідеальний чоловік — Вадим Сергійович Бобров, власник магазину
71. 2020 — Лід 2 — начальник Наді Лапшиної
72. 2020 — Філатов — Слава, друг Андрія Філатова
73. 2020 — Магомаєв — Савіцький, соліст Великого театру
74. 2020 — 257 причин, щоб жити — Олег Вікторович, друг Костянтина Романовича Недєліна[5]
75. 2020 — Чума! — барон
76. 2020 — Зона дискомфорту — Максим
77. 2020 — Любов без розміру — Сергій Князєв, музичний продюсер, двоюрідний брат Іллі
78. 2020 — Чума! Друга хвиля — барон
79. 2020 — Мертві душі — Іван Андрійович, глава поштамту
80. 2020 — Міс Поліція — Каштанов, підполковник поліції
81. 2020 — Чумовий Новий рік! — барон
82. 2020 — Своя земля — Ілля Ладозький, біологічний батько Олексія Куваєва
83. 2021 — День міста — Коряга
84. 2021 — Рашн Південь / Цілком літні — Сердюк, капітан 3-го рангу
85. 2021 — По коліно — камео
86. 2021 — Пробудження (серія № 9) — Анатолій Романович Боровський, сусід
87. 2021 — Жуки 2 — Сергій Маслов, лейтенант, дільничний уповноважений поліції у селі Жуки, чоловік Галі, батько Каті
88. 2021 — Прабабуся легкої поведінки. Початок — Пронін, агент ЦРУ під прикриттям
89. 2021 — Клініка щастя — Олег, лікар-психотерапевт
90. 2021 — Проклятий чиновник — Федор Олексійович, заступник мера із земельно-майнових відносин
91. 2021 — Інсталайф — # 2021 — Маленький воїн — батько Івана Яковлєва, спонсор
92. 2021 — Готові на все
93. 2021 — Джигалоу — # 2021 — Воскресенський — Григорій Андрійович Чудаков, поліцмейстер розшукової поліції Санкт-Петербурга
94. 2021 — Мій тато не подарунок — епізод
95. 2021 — «Щастить» — Михайло (Миха) Паламарчук, капітан, інспектор ДПС ДІБДР МВС РФ, друг «тверезого водія» Івана Потапова
96. 2021 — Бісить! (серія № 5 «Фокусники») — поліцейський на трасі, «фокусник у погонах»
97. 2021 — Комета Галлея — Ігор, одружений коханець Юлії Борисівни
98. 2021 — Іщейка 6 (серії № 9—16) — Аркадій Якович Ольховський, полковник поліції, новий начальник відділу карного розшуку міста Геленджика
99. 2022 — Неслухняний (у виробництві) — Фома, митрополит
100. 2022 — Приховані мотиви (у виробництві) — Кирилов
101. 2022 — Дилди 3 (у виробництві) — Лев, лікар-психотерапевт
102. 2023 - Іван Васильович змінює все - Жорж Бліновський
103. 2024 - Не Діамантова рука - Лелік

## Продюсування
- 2021 — Общага
- 2002 — Порода
- 2003 — Медовий місяць
- 2004 — Російське
- 2006 — Ненаситні
- 2007 — Кімната втрачених іграшок
- 2007 — Зухвалі дні
- 2008 — Управа
- 2008 — Річка-море
- 2009 — Чужий у будинку
- 2009 — Танець горностая
- 2009 — Котовський
- 2009 — Клерк